# Una parola per un sogno
Una parola per un sogno (Akeelah and the Bee) è un film del 2006 scritto e diretto da Doug Atchison.

## Trama
La storia di Akeelah Anderson, una ragazzina di 11 anni che partecipa alla gara nazionale di spelling, di sua madre, dei suoi compagni di classe e del suo allenatore. Il film tocca inoltre il tema dell'educazione nelle comunità dei neri.

## Distribuzione
Il film è stato promosso dalla Starbucks come risultato dell'alleanza tra Lions Gate Films, 2929 Entertainment e Starbucks Entertainment.
Il film è stato distribuito negli USA dalla Lions Gate Films il 28 aprile 2006 mentre in Italia è stato presentato il 18 ottobre 2006 nella sezione per ragazzi "Alice nella città" della Festa del Cinema di Roma 2006.
In Italia il film ha fatto il suo debutto televisivo il 12 febbraio 2011 su La5.

## Accoglienza

### Critica
Il film è stato accolto positivamente dalla critica, ottenendo un rating dell'83% su Rotten Tomatoes (109 recensioni positive su 131) e di 72/100 su Metacritic (basato su 30 recensioni).

### Premi e nomination
- BET Awards
  - Best Actress ("Miglior attrice): Angela Bassett (nomination)
- Black Movie Awards
  - Miglior attrice: Keke Palmer (vinto)
  - Miglior attore di supporto: Laurence Fishburne (vinto)
  - Miglior attrice di supporto: Angela Bassett (vinto)
  - Outstanding Motion Picture (vinto)
- Black Reel Awards
  - Miglior attrice: Keke Palmer (vinto)
  - Miglior attrice di supporto: Angela Bassett (nomination)
  - Miglior attore di supporto: Laurence Fishburne (nomination)
  - Miglior colonna sonore: Aaron Zigman (nomination)
  - Miglior film (nomination)
  - Miglior nuova performance: Keke Palmer Nominated
- Broadcast Film Critics Association Awards
  - Miglior giovane attrice: Keke Palmer (nomination)
  - Miglior film per la famiglia (nomination)
- Chicago Film Critics
  - Miglior nuova attrice promettente: Keke Palmer (nomination)
- Image Awards
  - Outstanding Motion Picture (nomination)
  - Outstanding Actress in a Motion Picture: Keke Palmer (vinto), persona più piccola a vincere in questa categoria 
  - Outstanding Supporting Actress in a Motion Picture: Angela Bassett (nomination)
  - Outstanding Supporting Actor in a Motion Picture: Laurence Fishburne (nomination)
  - Outstanding Writing in a Feature Film/Television Movie or Comedy: Doug Atchison (vinto)